# Victor Correia
Victor Correia (ur. 12 stycznia 1985), gwinejski piłkarz, występuje na pozycji napastnika.

## Kariera
Piłkarz ten swoją karierę zaczynał w Fello Star. W 2005 roku przeniósł się do Satellite Conakry, a następnie wyjechał z kraju. Jego nowym klubem został belgijski KSC Lokeren. W ciągu jednego sezonu zaliczył zaledwie 7 meczów w pierwszym składzie i zdecydował się na zmianę otoczenia. Trafił do Szwajcarii, do Lausanne Sports. W 13 meczach strzelił jednego gola, a po sezonie odszedł, tym razem do Francji. Następnie grał w AS Cherbourg, RC Strasbourg, UJA Maccabi Paris Métropole, katarskim Al-Shamal SC i bahrajńskim East Riffa Club.

## Kariera w liczbach
| Sezon   | Klub             | Kraj                         | Flaga                        | Rozgrywki                 | Mecze | Bramki |
| ------- | ---------------- | ---------------------------- | ---------------------------- | ------------------------- | ----- | ------ |
| 2004    | Fello Star       | Gwinea                       | Gwinea                       | Championnat National      | ?     | ?      |
| 2005    | Satellite FC     | Gwinea                       | Gwinea                       | Championnat National      | ?     | ?      |
| 2005/06 | KSC Lokeren      | Belgia                       | Belgia                       | Eerste klasse             | 7     | 0      |
| 2006/07 | Lausanne Sports  | Szwajcaria                   | Szwajcaria                   | Challenge League          | 13    | 1      |
| 2007/08 | AS Cherbourg     | Francja                      | Francja                      | Championnat National      | 11    | 1      |
| 2008/09 | RC Strasbourg B  | Francja                      | Francja                      | CFA                       | 3     | 0      |
| 2009/10 | RC Strasbourg B  | Francja                      | Francja                      | CFA                       | 1     | 0      |
| 2010/11 | RC Strasbourg B  | Francja                      | Francja                      | CFA                       | 3     | 0      |
| 2010/11 | RC Strasbourg B  | Francja                      | Francja                      | Championnat National      | 2     | 0      |
| 2011/12 | UJA Alfortville  | Francja                      | Francja                      | CFA                       | 9     | 0      |
| 2012/13 | UJA Maccabi      | Francja                      | Francja                      | CFA                       | 5     | 2      |
| 2013/14 | Al-Shamal SC     | Katar                        | Katar                        | Qatargas League           | 14    | 5      |
| 2014/15 | East Riffa Club  | Bahrajn                      | Bahrajn                      | Premier League            | 6     | 3      |
| 2016/17 | Dibba Al-Hisn SC | Zjednoczone Emiraty Arabskie | Zjednoczone Emiraty Arabskie | UAE First Division League | 7     | 1      |